# Championnat de France féminin de rugby à XV de 2e division 2025-2026
Navigation
2024-2025
Le championnat de France d'Élite 2 2025-2026 oppose les dix clubs féminins de rugby à XV du deuxième échelon national.

## Format
Le championnat est composé d'une poule unique à dix équipes, où les participants se rencontrent en matchs aller-retour (18 journées) du 4 octobre au 17 mai. À l'issue de la phase régulière, les quatre équipes les mieux classées sont qualifiées pour les demi-finales.
Le champion est promu en Élite 1. L'équipe classée dernière est reléguée en Fédérale 1 (troisième division).

## Participants
Pour la saison 2025-2026, l'Élite 2 est constituée de la façon suivante :
- huit clubs du championnat Élite 2 précédent ;
- le club relégué de l'Élite 1 2024-2025 ;
- le promu de Fédérale 1.

| \| Lons Bayonne Paris Brive-la-Gaillarde Clermont-Ferrand Colombes Perpignan La Rochelle Rouen Rennes \| Localisation des clubs (2025-2026) |
| Lons Bayonne Paris Brive-la-Gaillarde Clermont-Ferrand Colombes Perpignan La Rochelle Rouen Rennes                                          |

| Club                     | Classement 2024-2025 | Entraîneur en chef             | Stade                                                          | Ville              |
| ------------------------ | -------------------- | ------------------------------ | -------------------------------------------------------------- | ------------------ |
| Stade rennais            | 10e Élite 1          | n.c.                           | Stade du commandant Bougouin                                   | Rennes             |
| Stade rochelais          | 2e Finaliste         | Alexandre Barès                | Plaine des Jeux Colette-Besson                                 | La Rochelle        |
| Lons Section paloise     | 3e Demi-finaliste    | Michaël Dallery                | Stade municipal de Lons                                        | Lons               |
| AS bayonnaise            | 4e Demi-finaliste    | Yvan Abadie Vincent Lesca      | Stade Pierre-Carcareigt                                        | Bayonne            |
| Stade français Paris     | 5e                   | James Zié                      | Centre sportif Christophe-Dominici Complexe sportif René-Leduc | Paris Meudon       |
| Valkyries Normandie RC   | 6e                   | Cyrille Lloza                  | Stade Jean-Mermoz                                              | Rouen              |
| CA Brive                 | 7e                   | Romain Cabanero                | Stade Jean-Marie-Soubira                                       | Brive-la-Gaillarde |
| USA Perpignan            | 8e                   | Charlotte Torres-Duxans        | Stade Roger-Ramis Stade Aimé-Giral                             | Perpignan          |
| Rugby Clermont La Plaine | 9e                   | Jéremy Catalan et Florent Très | Stade Camille-et-Edmond-Leclanché                              | Clermont-Ferrand   |
| Racing Club de France    | Champion Fédérale 1  | Alex Gau                       | Stade Yves-du-Manoir                                           | Colombes           |

## Classement et résultats

### Phase finale
|  | Demi-finales | Demi-finales |  |  | Finale      | Finale      |
|  | Demi-finales | Demi-finales |  |  | Finale      | Finale      |
|  |              |              |  |  |             |             |
|  | 30 ou 31 mai | 30 ou 31 mai |  |  | 6 ou 7 juin | 6 ou 7 juin |
|  | 30 ou 31 mai | 30 ou 31 mai |  |  | 6 ou 7 juin | 6 ou 7 juin |
|  |              |              |  |  | 6 ou 7 juin | 6 ou 7 juin |
|  |              |              |  |  | 6 ou 7 juin | 6 ou 7 juin |
|  |              |              |  |  | 6 ou 7 juin | 6 ou 7 juin |
|  |              |              |  |  |             |             |
|  | 30 ou 31 mai |              |  |  |             |             |
|  |              |              |  |  |             |             |
|  |              |              |  |  |             |             |
|  |              |              |  |  |             |             |
|  |              |              |  |  |             |             |
|  |              |              |  |  |             |             |